# Lupa di Split Rock

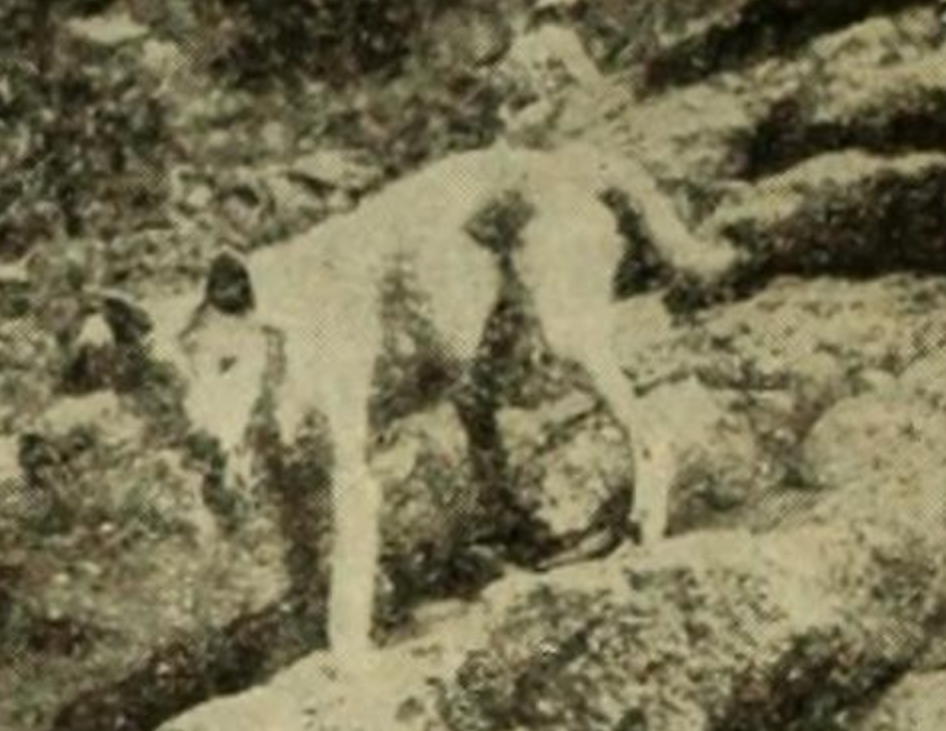
La lupa

La lupa di Split Rock (Split Rock wolf), detta anche Three Toes (da non confondere con Three Toes della contea di Harding), era una vecchia lupa solitaria attiva negli anni venti presso Split Rock, nello stato del Wyoming. Il suo secondo nomignolo si riferiva alla sua perdita di un dito a causa di una tagliola, che le aveva conferito un'impronta inconfondibile.
Era nota per aver sviluppato l'abitudine di uccidere circa cinquanta bovini annualmente, causando danni che arrivarono a 10 000 dollari. Nel periodo da quando riuscì a liberarsi dalla tagliola alla sua successiva cattura, la lupa fu responsabile della perdita di 200 bovini e di un numero sconosciuto di cervi e antilocapre. Fu infine catturata dal cacciatore Harry Percival Williams, che un anno dopo avrebbe usato l'odore della lupa durante la caccia al lupo di Custer.